# Ferdinando Bianchi (giurista)
Ferdinando Bianchi (Parma, 6 agosto 1854 – Valera, 20 agosto 1896) è stato un giurista italiano.

## Biografia
Figlio del giurista Francesco Saverio Bianchi (1827–1908), che fu professore universitario di diritto civile a Parma e a Siena, e più tardi consigliere di Stato e senatore del Regno, Ferdinando Bianchi seguì le orme paterne in ambito giuridico. 
Si laureò in giurisprudenza nel 1876 a Siena, dove insegnava il padre, con una tesi di diritto romano che fu pubblicata a Parma nel 1878 e gli fece conseguire la libera docenza in diritto civile. Salì in cattedra come incaricato di diritto civile all'Università di Siena nel 1880, subentrando al padre che aveva lasciato l'insegnamento per entrare in magistratura, passò l'anno successivo all'università di Macerata; dopo aver ottenuto l'ordinariato (1884), l'anno seguente ritornò a Siena dove rimase fino al 1890, quando ottenne la cattedra di diritto civile a Genova. Nel 1896 fu chiamato all'Università di Bologna, ma morì nell'agosto dello stesso anno a Valera, alle porte di Parma, a 42 anni.
Ferdinando Bianchi si interessò soprattutto di problemi giuridici e gli interessi di natura politica riguardarono quasi esclusivamente l'università, per esempio con una presa di posizione contro un ventilato provvedimento di soppressione delle università minori. L'ultima opera, «Della parentela, dell'affinità e del matrimonio, spiegazione dei titoli IV e V del libro I» del Corso di codice civile italiano della UTET uscì postumo a cura del proprio padre.

## Scritti (selezione)
- Trattato delle servitù legali nel diritto civile italiano, Volume I (Teoria generale), Lanciano: R. Carabba Tip. Edit., 1888
- Appunti delle lezioni di diritto civile; esposte nella R. Università di Siena nell'anno accademico 1880-81, Siena: dell'Ancora, 1881
- Il diritto successorio in relazione agli ordinamenti sociali: prelezione, Siena: dell'Ancora, 1881
- La divisibilità e la indivisibilità delle cose corporali, Bologna: Fava e Garagnani, 1882
- Del pegno commerciale: studio sul nuovo codice di commercio, Macerata: Bianchini, 1883
- L'azzardo nel diritto, Roma: Ermanno Loescher, 1890
- Azione di confini ed azione di rivendicazione nel diritto civile italiano, Città di Castello: S. Lapi, 1894
- «Della parentela, dell'affinità e del matrimonio, spiegazione dei titoli IV e V del libro I» (2 voll. In: Francesco Saverio Bianchi (a cura di), Corso di codice civile italiano, Torino: UTET, 1901.